# Jessica Springsteen
Pour les articles homonymes, voir Springsteen (homonymie).
Jessica Springsteen, née le 30 décembre 1991 à Los Angeles (États-Unis), est une cavalière de saut d'obstacles américaine, vice-championne par équipes aux Jeux olympiques de Tokyo avec Laura Kraut et McLain Ward.

## Jeunesse
Jessica Rae Springsteen est la seconde enfant et seule fille de Bruce Springsteen et Patti Scialfa. Elle commence l'équitation à l'âge de 4 ans dans la ferme des Springsteen située à Colts Neck dans le New Jersey. En 2014, elle est diplômée de l'Université Duke.
Avant de devenir cavalière professionnelle, elle fait du mannequinat et est nommée ambassadrice équestre pour Gucci.

## Carrière
En septembre 2012, elle achète Vindicat W, le cheval de Peter Charles, un sauteur d'obstacles ayant représenté la Grande-Bretagne aux Jeux olympiques d'été de 2012. Elle était également remplaçante pour l'équipe d'équitation américaine à ces mêmes Jeux.
Bien qu'elle remporte l'American Gold Cup en 2014 et un Grand Prix en 2016 avec son cheval Cynar VA, elle n'est pas choisie pour intégrer l'équipe américaine pour les Jeux olympiques d'été de 2016.
En 2021, elle est choisie pour représenter les États-Unis aux Jeux olympiques d'été de 2020 malgré le décalage des Jeux dû à la pandémie de Covid-19. Elle termine 31e du saut d'obstacles individuel mais n'entre pas en finale, seuls les 30 premiers étant sélectionnés. Dans le concours par équipes, elle monte sur la deuxième marche du podium avec Laura Kraut et McLain Ward derrière les Suédois.